# 江善襄
江善襄（1910年—1994年11月8日），字云裳，男，汉族，江苏吴县人，中国电炉黄磷专家，南京化学工业公司设计院磷肥室主任工程师。